# APÓ Péjiasz Kinírasz
Az APÓ Péjiasz Kinírasz, vagy röviden APÓP (görögül: Αθλητικός Ποδοσφαιρικός Ομιλος Πέγειας Κινύρας, magyar átírásban: Athlitikósz Podoszferikósz Ómilosz Péjiasz Kinírasz, magyar fordításban: Péjiasz Kinírasz Atlétikai Labdarúgóklub,  nyugati sajtóban: APOP Kinyras Peyias) egy ciprusi labdarúgócsapat egy kis Páfosz körzeti városkából, Péjiából. Legnagyobb és egyben egyetlen sikerét 2009-ben aratta, amikor elhódította a ciprusi labdarúgókupát. 
A klubot 2003-ban alapították az APÓ Péjiasz és a Kinírasz Empász egyesüléséből. Nevét a mitológiai Kinüraszról, Apollón és Galateia fiáról, Ciprus mondabeli királyáról, Páfosz városának építtetőjéről kapta.

## Sikerei
- Ciprusi labdarúgókupa-győztes:

1 alkalommal (2009)

## Külső hivatkozások
- Az APÓP hivatalos honlapja (angolul), (görögül)